# نیژنسیکیازوو
نیژنسیکیازوو (به لاتین: Nizhnesikiyazovo) یک منطقهٔ مسکونی در روسیه است که در باشقیرستان واقع شده‌است.